# جریان لوپ

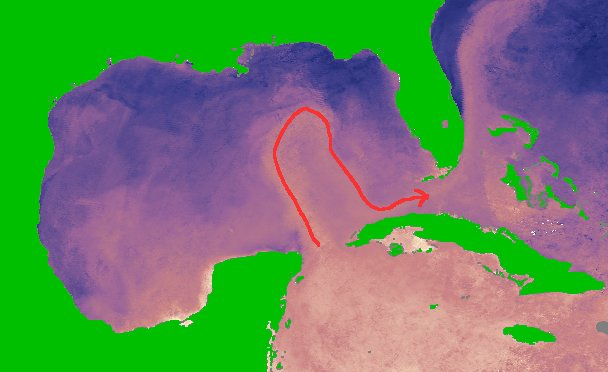
نقشه جریان لوپ

جریان لوپ (انگلیسی: Loop Current) یک جریان اقیانوسی گرم و منشأ جریان فلوریدا است که میان کوبا و شبه‌جزیره یوکاتان به سمت شمال جریان دارد. این جریان پس از ورود به خلیج مکزیک به سمت شرق و جنوب گردش کرده و از طریق تنگه فلوریدا از خلیج مکزیک خارج شده و به جریان گلف استریم می‌پیوندد. بیشینه سرعت این جریان به ۱،۵ تا ۱،۸ متر در ثانیه می‌رسد.